# Rhombicosidodécaèdre paragyrodiminué
Le rhombicosidodécaèdre paragyrodiminué est un polyèdre faisant partie des solides de Johnson (J77). 
Comme son nom l'indique, il peut être obtenu à partir d'un rhombicosidodécaèdre auquel on a détaché une coupole décagonale (J5) et dont la coupole décagonale opposée est tournée à 36 degrés.
Les 92 solides de Johnson furent nommés et décrits par Norman Johnson en 1966.